# Tanea Richardson
Tanea Richardson é uma artista americana conhecida pelas suas montagens e esculturas. Richardson expôs o seu trabalho no Studio Museum no Harlem e no EFA Project Space da Elizabeth Foundation for the Arts.
Richardson emprega materiais quotidianos como fios e cabos de telecomunicações para amarrar tecidos; o seu trabalho é um comentário sobre o trabalho tradicional das mulheres e a compreensão da sociedade de certos corpos através de têxteis e linguagem. Roberta Smith, do New York Times, descreveu as suas peças de parede no Studio Museum em Harlem em 2008: "Inicialmente, elas parecem muito familiares, mas gradualmente tornam-se extremamente particulares e bastante sinistras".
Graduada no programa Ryman Arts em Los Angeles e na Universidade de Stanford, frequentou a Escola de Arte da Universidade de Yale em 2005.